# Astyanax cordovae
Astyanax cordovae es una especie de pez de la familia Characidae en el orden de los Characiformes.

## Hábitat
Vive en zonas de clima templado

## Distribución geográfica
Se encuentran en Sudamérica: río Primero, al oeste de Argentina.